# 法用語一覧
法用語一覧（ほうようごいちらん）は、法用語に関する一覧である。
- 日本の（形式的意義における）法律については、日本の法律一覧を参照。
- ラテン語の成句については、法学のラテン語成句の一覧を参照。

## あ行

### あ
相対売買 - 悪意 - 悪意の抗弁 - 握取行為 - 朝日訴訟 - 預合 - 新しい人権

### い
委員会設置会社 - 家制度 - 異議申立て - 生ける法 - 違憲審査基準 - 違憲審査制 - 違憲判決 - 遺言 - 遺産 - 遺贈 - 意思 - 意思主義 - 意思表示 - 委託 - 一院制 - 一事不再議 - 一事不再理 - 一身専属 - 一般意思 - 一般概括主義 - 一般国家学 - 一般法 - 一方的行為 - 違法性阻却事由 - 囲繞地 - 囲繞地通行権 - 委任 - 違法性 - 入会権 - 遺留分 - 医療法 - 淫行条例 - インコタームズ

### う
ウィーン条約法条約 - ウェーバー条項 - ヴェーバーの概括的故意 - 請負 - 受戻 - 氏 - 疑わしきは罰せず - 宇宙条約 - 宇宙法 - 訴え - 訴えの交換的変更 - 訴えの追加的変更 - 訴えの併合 - 訴えの変更 - 訴えの利益 - 裏書 - 裏書禁止裏書 - 裏書の連続 - 売渡担保 - 権限踰越 - 上乗せ条例 - 運行供用者 - 運送営業 - 運用違憲

### え
営業 - 営業譲渡 - 営業の自由 - 永小作権 - 営利法人 - エクイティ - 依用 - 援用 - 冤罪

### お
黄犬契約 - 応報刑論 - 横領罪 - おとり捜査 - 恩赦

## か行

### か
外患罪 - 会計監査 - 会計監査人 - 会計参与 - 外国会社 - 外国国章損壊罪 - 外国倒産処理手続 - 介護保険 - 会社 - 会社法 - 解除 - 解除条件 - 海難審判 - 概念 - 概念法学 - 買戻 - 海洋法 - 学説彙纂 - 確認訴訟 - 学問の自由 - 閣令 - 加工 - 瑕疵 - 瑕疵ある意思表示 - 家事審判 - 過失 - 果実 - かすがい現象 - 家族法 - 家庭裁判所 - カノン法 - 株式 - 株式会社 - 株主 - 株主総会 - 株主代表訴訟 - 仮差押 - 仮出獄（仮釈放） - 仮処分 - 仮登記 - 仮登記担保契約 - 為替手形 - 簡易の引渡し - 管轄 - 環境権 - 環境法 - 観光法 - 監査役 - 慣習法 - 間接正犯 - 観念的競合 - 官報

### き
議院内閣制 - 帰化 - 機関 - 機関方式 - 棄却 - 議決権の不統一行使 - 期限 - 起訴 - 擬制 - 偽造文書 - 貴族院 (日本) - 貴族院 (イギリス) - 既判力 - 忌避 - 寄附行為 - 義務 - 却下 - 求刑 - 休息権 - 旧訴訟物理論 - 給付行政 - 教育法 - 教会法 - 競業避止義務 - 教唆犯 - 行政 - 行政委員会 - 強制採尿 - 行政強制 - 行政契約 - 行政権の濫用 - 行政行為 - 行政国家 - 行政指導 - 行政上の強制執行 - 強制処分法定主義 - 行政審判 - 行政訴訟 - 行政代執行 - 行政調査 - 行政手続 - 行政罰 - 行政不服申立 - 共同正犯 - 共同訴訟 - 共同抵当 - 共謀共同正犯 - 共犯 - 共犯従属性説 - 共犯独立性説 - 共有 - 共和制 - 許可 - 虚偽表示 - 居住移転の自由 - 御名御璽 - 規律 - 緊急逮捕 - 緊急避難 - 禁錮 - 欽定憲法 - 禁反言の法則 - 勤労の義務

### く
空法 - 楔形文字法 - 君主 - 君主制 - 軍法会議

### け
経過措置 - 経済法 - 警察行政 - 刑事学 - 形式的形成訴訟 - 刑事施設 - 刑事政策 - 刑事訴訟法 - 刑事法 - 刑事免責制度 - 継受 - 形成権 - 形成訴訟 - 係属 - 境内地 - 競売 - 刑罰 - 刑法 - 契約 - 契約締結上の過失 - 契約法 - 結果無価値論 - 血統主義 - 原因において自由な行為 - 欠缺 - 権原 - 検察官 - 現実の引渡し - 限時法 - 元首 - 建築確認 - 憲法 - 憲法改正 - 憲法義解 - 憲法裁判所 - 憲法撮要 - 憲法制定権力 - 憲法訴訟 - 憲法の変遷 - 原始取得 - 権利 - 権利質 - 権利能力 - 権利能力なき社団 - 牽連犯

### こ
故意 - 故意ある道具 - 項 - 号 - 行為 - 行為能力 - 行為無価値論 - 公益法人 - 効果 - 更改 - 公開会社 - 公共の福祉 - 公権 - 後見 - 黄犬契約 - 合憲限定解釈 - 後見人 - 合資会社 - 公示催告 - 公示送達 - 皇室 - 後者の抗弁 - 公衆衛生法 - 公証人 - 公序 - 公序良俗 - 硬性憲法 - 公正証書 - 厚生法 - 構成要件 - 控訴 - 公訴 - 公訴棄却 - 公訴事実 - 公訴事実の同一性 - 公訴時効 - 公定力 - 合同会社 - 公布 - 公布文 - 公物 - 抗弁 - 抗弁権 - 抗弁権の接続 - 公務員 - 合名会社 - 公用負担 - 勾留 - 効力要件 - 小切手 - 国外犯 - 国際経済法 - 国際私法 - 国際司法共助 - 国際司法裁判所 - 国際機関 - 国際協調主義 - 国際刑事裁判所 - 国際組織 - 国際法 - 国事行為 - 国親思想 - 国政調査権 - 国籍 - 国籍法 - 国民 - 国務大臣 - 個人 - 個人の尊厳 - 戸籍 - 国家 - 国歌 - 国会 - 国会議員 - 国家公務員 - 国家賠償法 - 国家補償法 - 国家法人説 - 国旗 - 国庫 - コモン・ロー - 混合政 - コンセイユ・デタ - 混同 - 混和

## さ行

### さ
罪刑法定主義 - 債権 - 債権者代位権 - 債権者取消権 - 債権譲渡 - 最高裁判所 - 最高裁判所規則 - 最高法規 - 催告 - 財産 - 財産権 - 財産法 - 再審 - 罪数 - 財政法 - 財政民主主義 - 再売買一方の予約 - 裁判 - 裁判外紛争解決手続 - 裁判官 - 裁判所 - 裁判法 - 財物 - 債務 - 債務不履行 - 債務名義 - 債務引受 - 裁量 - 詐害行為取消権 - 詐欺 - 詐欺罪 - 先取特権 - 錯誤 (刑法) - 錯誤 (民法) - 指図による占有移転 - 差止請求権 - 参加 - 参議院 - 産業法 - 参政権 - サンセット条項

### し
自衛隊 - 敷金 - 死刑 - 私権 - 事件 - 時効 - 自己株式 - 自己契約 - 事実行為 - 使者 - 事情変更の原則 - 私人間効力 - 自然債務 - 自然人 - 自然法 - 思想の自由 - 質権 - 執行官 - 実行の着手 - 執行罰 - 執行役 - 執行猶予 - 失踪宣告 - 私的独占 - 児童買春 - 児童ポルノ - 自白 - 自白法則 - 司法 - 司法共助 - 司法警察職員 - 司法試験 - 司法積極主義 - 市民法 - 市民法大全 - 事務管理 - 氏名冒用訴訟 - 社会国家 - 社会権 - 社会法 - 社会保障法 - 借地借家法 - 自由 - 宗教法人 - 自由刑 - 自由権 - 自由権的基本権 - 自由主義 - 自由心証主義 - 住所 - 住所地法 - 終身定期金 - 衆議院 - 集団安全保障 - 周知の埋蔵文化財包蔵地 - 住民基本台帳法 - 受継 - 酒税 - 主張自体失当 - 出生地主義 - 取得時効 - 受領遅滞 - 種類債権 - 準拠法 - 純粋法学 - 準正 - 準占有 - 準用 - 条 - 場屋営業 - 場屋寄託 - 傷害 - 召喚令状 - 試用期間 - 商業用レコード - 承継取得 - 条件 - 商号 - 商行為 - 譲渡担保 - 商人 - 少年法 - 商標 - 商標権 - 商法 - 情報公開 - 情報公開法 - 商法特例法 - 条名 - 証明責任 - 消滅時効 - 条約 - 上諭 - 条例 - 除斥 - 除斥期間 - 処分権主義 - 処分的法律 - 所有権 - 所有権留保 - 白地手形 - 事理弁識能力 - 書面によらざる贈与 - 知る権利 - 侵害行政 - 新株引受権 - 新株予約権 - 信義則 - 信義誠実の原則 - 審級 - 信教の自由 - 親権 - 人権 - 親告罪 - 審尋 - 人身の自由 - 人身保護法 (イギリス) - 人身保護法 (日本) - 親族 - 親族相盗例 - 新訴訟物理論 - 身体刑 - 信託 - 人的抗弁 - 信頼の原則 - 心裡留保 - 審判

### す
随意契約 - 推定 - 枢密院 - ストックオプション - 砂川事件

### せ
請願 - 請願権 - 正義 - 正義論 - 請求 - 請求権 - 政教分離 - 制限行為能力者 - 性交類似行為 - 生産管理 - 製造物責任 - 生存権 - 生存権的基本権 - 制定文 - 政党 - 正統性 - 正当性 - 正当防衛 - 制度的保障 - 成年後見制度 - 成年後見人 - 成年被後見人 - 正犯 - 成文法 - 責任 - 施行 - 接見交通権 - 窃盗罪 - 善意 - 善意支払 - 善意取得 - 善管注意義務 - 選挙 - 線引小切手 - 前文 - 占有 - 占有改定 - 占有権 - 占有訴権

### そ
訴因 - 捜査 - 相殺 - 捜索 - 総則 - 相続 - 相続登記 - 相続人 - 送達 - 争点効 - 双方代理 - 贈与 - 騒乱罪 - 総論 - 即時取得 - 即成犯 - 訴権 - 訴訟 - 訴訟条件 - 訴訟物 - 租税法 - 疎明

## た行

### た
対抗 - 対抗要件 - 第三者 - 大審院 - 対世効 - 代替的作為義務 - 大統領制 - 代表 - 代表取締役 - 代物弁済 - 逮捕前置主義 - 題名 - 代理 - 代理権 - 代理占有 - 蛸配当 - ただし書き - 弾劾裁判所 - 男女同一賃金 - 男女同権 - 担税力 - 担保 - 担保物権

### ち
地位協定 - 地役権 - 地上権 - 父を定める訴え - 秩序 - 地方公共団体 - 地方自治 - 嫡出否認 - 中止犯 - 中断 - 懲罰的損害賠償 - 徴兵制度 - 聴聞 - 直接主義 - 勅令 - 著作権 - 著作隣接権 - 直系卑属 - 忠実義務 - 調書

### つ
追認 - 通謀虚偽表示 - 通過通航権 - 津地鎮祭訴訟

### て
定款 - 停止 - 停止条件 - 抵当権 - 定立行為 - 手形 - 手形法 - 手形理論 - 手形行為独立の原則 - 手形抗弁 - 滌除 - 添付（添附） - 天然果実 - 天皇 - 天皇機関説 - 天皇制 - 伝聞法則

### と
問屋 - 問屋営業 - 倒産 - 動産 - 動産質 - 同時傷害の特例 - 同時履行の抗弁権 - 同意 - 登記 - 統治 - 統治行為論 - 道徳 - 当番弁護士制度 - 独占禁止法 - 特定調停 - 独立行政法人 - 特別区 - 特別措置法 - 特別養子 - 特例有限会社 - 特許 - 取消 - 取消権 - 取締役 - 取次ぎ - 取戻権

## な行

### な
内縁 - 内閣 - 内閣総理大臣 - 内閣不信任決議 - 内閣法 - 内水 - 名板貸 - 内乱罪 - 仲立営業 - 長沼ナイキ事件 - 軟性憲法 - 難民 - 内政不干渉の原則 - 内容証明郵便

### に
二院制 - 肉体刑 - 二重譲渡 - 二重の基準論 - 二重無権の抗弁 - 日照権 - 日本法 - 認可 - 認知

### ね
根抵当権 - 根保証

### の
ノモス - ノモス主権論 - ノン・ルフールマン原則

## は行

### は
配偶者 - 排他的経済水域 - 破産 - 柱書 - 八月革命説 - 罰金 - パブリックコメント - 反証 - 反訴 - 反則金 - 反対解釈 - 反致 - パンデクテン方式 - パンデクテンの現代的慣用 - パンデクテン法学 - 万民法 - 判例

### ひ
被疑者 - 引渡し - 被告 - 被告人 - 非債弁済 - 批准 - 非訟事件 - 筆界 - 人 - 否認 - 否認権 - 比附 - 被保佐人 - 被補助人 - 百条委員会 - 評議 - 表見代理 - 表見代表取締役 - 表見的取締役 - 表現の自由 - 平等原則 - 比例原則

### ふ
フォーラム・ショッピング - 不可抗力 - 不可分債権 - 不可分債務 – 付款 - 武器対等の原則 - 福祉国家 - 袋地 - 不真正不作為犯 - 物 - 物上保証人 - 付合 (附合) - 不作為義務 - 附則 - 普通裁判籍 - 普通法 - 物権 - 物権的請求権 - 物権法定主義 - 物上保証人 - 物的抗弁 - 不貞行為 - 不動産 - 不当 –不当利得 - 不法原因給付 - 不法行為 - プライバシー - 不利益処分 - 扶養 - 文化財 - 文明国 - 文面上の訴え

### へ
併合罪 - 閉鎖会社 - 別除権 - 弁解録取手続 - 弁護士 - 弁護人 - 弁済 - 変造 - 弁明手続 - 弁理士 - 弁論 - 弁論主義

### ほ
法 - 法医学 - 法解釈 - 妨害排除請求権 - 法学検定 - 法学者 - 法学提要 - 法学部 - 法科大学院 - 法規 - 防御権 - 法系 - 法圏 - 法源 - 保護 - 法三章 - 法実証主義 - 幇助犯 - 法人 - 法人格 - 法人格否認の法理 - 法制度 - 包摂 - 法曹 - 放送法 - 法定果実 - 法定代理 - 法定地上権 - 法廷侮辱罪 - 法的確信 - 法哲学 - 法と経済学 - 法と文学 - 法の下の平等 - 法命題 - 法律 - 法律回避 - 法律行為 - 法律の留保 - 法令 - 法例 - 法令番号 - 補強法則 - 保佐 - 保佐人 - 保釈 - 補充権 - 補助 - 補償 - 保証 - 保証債務 - 補助証拠 - 補助人 - 堀木訴訟 - 保全命令 - 本則

## ま行

### ま
埋蔵文化財 - マグナ・カルタ - 松川事件 - 抹消登記 - 満期 - 満年齢

### み
未決 - 未遂 - 未遂罪 - 未遂の教唆 - 未成年者 - 見せ金 - 三鷹事件 - 見出し - 三菱樹脂事件 - 未必の故意 - 身分 - 身分犯 - 明法官人 - ミランダ警告 - 民事再生 - 民事執行 - 民事訴訟 - 民事訴訟法 - 民事法 - 民事保全 - 民衆訴訟 - 民主主義 - 民主制 - 民定憲法 - 民法 - 民法典論争

### む
無因行為 - ムートネスの法理 - 無害通航 - 無過失責任 - 無期刑 - 無限責任 - 無権代理 - 無権利の抗弁 - 無効 - 無罪 - 無主地 - 無主物先占 - 無体財産権 - 無能力者 - 無名契約

### め
明治憲法 - 迷信犯 - 明認方法 - 明白かつ現在の危険 - 名目的取締役 - 命令 - 名誉毀損 - 名誉毀損罪 - 名誉法 - 免許 - 免除

### も
黙示 - 目的効果基準 - 目的論的解釈 - 黙秘権 - 持株会社 - 持分 - 持分会社

## や行

### や
約定利息 - 約束手形 - 約款 - 八幡製鉄事件

### ゆ
有価証券 - 有限会社 - 有権解釈 - 優先株式 - 融通手形 - ユニオン・ショップ

### よ
要件事実 - 養子 - 要素従属性 - 予算 - 与信 - 予備罪

## ら行

### ら
濫用

### り
リアリズム法学 - リース契約 - 利益衡量論 - 利益相反取引 - 利益法学 - 離縁 - 履行遅滞 - 履行不能 - リコール (地方公共団体) - リコール (自動車) - 離婚 - 理事 - 理性法 - 利息 - 立憲君主制 - 立憲主義 - 立法 - 立法裁量論 - 立法の不作為 - 律令 - 利得償還請求権 - 留置権 - 両院制 - 領海 - 領空 - 良心の自由 - 領土 - 両罰規定 - 臨時会

### る
類推解釈 - 累積投票 - 累犯

### れ
礼金 - 令状 - 歴史法学 - レセプツム責任 - レモン・テスト - 連結点 - 連鎖販売取引（通称「マルチ商法」） - 連帯債務 - 連帯責任 - 連帯保証

### ろ
労役場 - ロー・スクール - ローマ法 - 労働基本権 - 労働審判 - 労働災害 - 労働法 - 六法 - ロマニスト

## わ行

### わ
わいせつ - ワイマール憲法 - 賄賂 - 和解 - 和議 - 忘れられる権利

## 英字
actio - CIF - FOB - LLC - LLP - LRAの基準 - ultra viresの法理